# هراچ بارتیکیان
هراچ میکائلی بارتیکیان (ارمنی: Հրաչ Միքայելի Բարթիկյան؛ ۷ ژوئیهٔ ۱۹۲۷ – ۱۷ اوت ۲۰۱۱) یک تاریخ‌نگار در زمینه مطالعات ارمنی و مطالعات امپراتوری روم شرقی و استاد دانشگاه اهل ارمنستان بود. وی عضو فرهنگستان ملی علوم ارمنستان بود.

## زندگی‌نامه
وی در ۷ ژوئیهٔ ۱۹۲۷ در آتن به دنیا آمد و از دانشگاه دولتی ایروان فارغ‌التحصیل گشت. وی در فرهنگستان ملی علوم ارمنستان و فرهنگستان علوم یونان فعالیت نمود. بارتیکیان همچنین برندهٔ جوایزی همچون نشان مسروپ ماشتوتس شده است. وی در ۱۷ اوت ۲۰۱۱ در سن ۸۴ سالگی در ایروان درگذشت.